# تشيكاماتسو مونزايمون
اسم العائلة هو «جيكيماتسو».
جيكيماتسو مننزايمون، الاسم الحقيقي سوكيوموري نوبيوموري ( 6 يناير 1725) اديب مسرحي ل jōruri، شكل مسرح الدمى الذي عرف في وقت لاحق باسم بينوكيو، وممثل الدراما الفعال كابوكي. وقد كتبت الموسوعة البريطانية انه اشتهر على نطاق واسع كاعظم كاتب مسرحي ياباني. مسرحياته الشهيرة تتعامل مع حالات الانتحار المزدوج لشرف رابط العشاق.

## روابط خارجية
- تشيكاماتسو مونزايمون على موقع الموسوعة البريطانية (الإنجليزية)